# L'assiro
L'assiro (The Assyrian) è un romanzo di Nicholas Guild pubblicato nel 1987. Con il seguente romanzo The Blood Star (in italiano Ninive) forma una dilogia nota come Tiglath Ashur Series.
Oltre che in italiano, il libro è stato tradotto in tedesco, russo, spagnolo e persiano.

## Trama
Il protagonista, che narra in prima persona gli eventi, è Tiglath Assur, un guerriero assiro figlio del re Sennacherib e della concubina greca Merope. Tiglath narra le sue vicende dalla sua infanzia fino al momento dell'esilio.
Una delle caratteristiche salienti del protagonista è la sua prospettiva diversa da quella degli altri personaggi, in quanto mezzo greco.
Il romanzo ricostruisce le vicende del periodo in cui l'impero assiro toccò l'apogeo. 
Nel racconto vi sono sia personaggi storici, come Sennacherib, la regina Naq'ia e suo figlio Asarhaddon (che nel romanzo sarebbe fratellastro di Tiglath Assur), sia personaggi inventati come lo stesso protagonista e il suo schiavo greco Kephalos.
Particolarmente interessanti sono la descrizione accurata degli usi e costumi assiri, della presa di Babilonia e della guerra contro i Medi.

## Personaggi
- Tiglath Assur: protagonista e narratore del romanzo, è un principe assiro figlio del re Sennacherib e della concubina greca Merope. Nasce con una voglia a forma di stella rossa sulla sua mano.
- Assarhaddon: fratellastro di Tiglath Assur.
- Sennacherib: re degli assiri, padre di Tiglath Assur e di Esarhaddon (pur essi provenienti da madri diverse).
- Naqi'a: regina madre degli assiri, moglie di Sennacherib e madre di Esarhaddon. In origine una schiava babilonese, fu liberata dal re dopo che la acquistò da un taverniere a Borsippa.
- Merope: concubina greca di Sennacherib e madre di Tiglath Assur.
- Esharhamat: una giovane assira di cui Tiglath-Assur e Assarhaddon si innamoreranno.
- Kephalos: uno schiavo greco che diventerà compagno di avventure di Tiglath Assur.

## Edizioni
- Nicholas Guild, L'assiro, traduzione di Paola Merla, Milano, Biblioteca Universale Rizzoli, 1987, ISBN 978-8817674232.
- Nicholas Guild, L'assiro, traduzione di Paola Merla, Milano, Rizzoli, 31 gennaio 1990,  p. 656, ISBN 978-8817113663.
- Nicholas Guild, L'assiro, traduzione di Paola Merla, Roma, Fanucci Editore, 29 aprile 2021,  p. 600, ISBN 978-8834741641.